# Martina Beck
Martina Beck (Garmisch-Partenkirchen, 1979. szeptember 21. –) német sílövő. Martina Glagow néven született, a magánéletben rendőrtiszt sportoló 1992-től foglalkozik a biatlonnal. Első nagy nemzetközi versenye, az 1997-ben, Olaszországban megrendezett junior világbajnokság volt, ahol két második hellyel zárt sprintben és váltóban. Az elkövetkező két évben ifjúsági világbajnoki érmeinek számát tovább gazdagította három arany és egy bronzéremmel.
2000-ben mutatkozott be a felnőttek között, a világkupa Oberhofban megrendezett fordulóján, ahol sprintben rögtön a hatodik helyen végzett. A 2002-2003-as sílövő világkupa összesített eredményei alapján, az első helyen végzett, ő volt az első német női versenyző, aki ilyen kiemelkedő eredményt tudott elérni. A 2005-2006-os sílövő világkupát ugyancsak a dobogón zárta, a harmadik helyen végzett.
Világbajnokságon 2000-ben, Oslóban indult első alkalommal, ahol a legjobb eredménye egy 17. hely volt a tömegrajtos indítású versenyszámban. 2001-ben azonban már a dobogóra is állhatott, a második helyet szerezte meg a tömegrajtos versenyen. A következő években sorra hozta a dobogós helyezéseket, 2010-ig három arany, öt ezüst és négy bronzérmet szerezve hazájának a világbajnokságokon.
Olimpián 2002-ben, Salt Lake Cityben indulhatott, ahol egyéniben a hetedik helyen zárt. Négy évvel később, Torinóban három ezüstérmet nyert, egyéniben, az üldözőversenyben és a német váltóval. A tömegrajtos versenyen tizenöt másodperccel maradt le a dobogóról, honfitársa Uschi Disl mögött végzett a negyedik helyen.

## Eredményei

### Olimpia
| Év   | Világbajnokság | Versenyszám | Versenyszám | Versenyszám   | Versenyszám | Versenyszám | Versenyszám |
| Év   | Világbajnokság | Egyéni      | Sprint      | Üldözőverseny | Tömegrajtos | Váltó       |             |
| ---- | -------------- | ----------- | ----------- | ------------- | ----------- | ----------- | ----------- |
| 2002 | Salt Lake City | 7           |             |               |             |             |             |
| 2006 | Torino         | 2           | 17          | 2             | 4           | 2           |             |
| 2010 | Vancouver      | 29          |             |               |             | 3           |             |

### Világbajnokság
| Év   | Világbajnokság     | Versenyszám | Versenyszám | Versenyszám   | Versenyszám | Versenyszám | Versenyszám  |
| Év   | Világbajnokság     | Egyéni      | Sprint      | Üldözőverseny | Tömegrajtos | Váltó       | Vegyes váltó |
| ---- | ------------------ | ----------- | ----------- | ------------- | ----------- | ----------- | ------------ |
| 2000 | Oslo Holmenkollen  |             | 34          | 24            | 17          |             |              |
| 2001 | Pokljuka           | 12          |             |               | 2           |             |              |
| 2002 | Oslo Holmenkollen  |             |             |               | 12          |             |              |
| 2003 | Hanti-Manszijszk   | 6           | 10          | 1             | 12          | 3           |              |
| 2004 | Oberhof            | 6           | 3           | 2             | 26          | 3           |              |
| 2006 | Pokljuka           |             |             |               |             |             | 10           |
| 2007 | Antholz-Anterselva | 3           | 36          | 11            | 2           | 1           |              |
| 2008 | Östersund          | 2           | 14          | 7             | 6           | 1           |              |
| 2009 | Phjongcshang       | 28          | 12          | 6             | 11          | 2           |              |

### Világkupa
| Idény   | Összesített eredmény Helyezés (Pontszám) | Összesített eredmény Helyezés (Pontszám) | Összesített eredmény Helyezés (Pontszám) | Összesített eredmény Helyezés (Pontszám) | Összesített eredmény Helyezés (Pontszám) |
| Idény   | Összetett                                | Egyéni                                   | Sprint                                   | Üldözőverseny                            | Tömegrajtos                              |
| ------- | ---------------------------------------- | ---------------------------------------- | ---------------------------------------- | ---------------------------------------- | ---------------------------------------- |
| 1999/00 | 13 (208)                                 | 18 (11)                                  | 12 (85)                                  | 10 (98)                                  | 29 (14)                                  |
| 2000/01 | 9 (451)                                  | 5 (102)                                  | 18 (124)                                 | 16 (94)                                  | 3 (117)                                  |
| 2001/02 | 12 (401)                                 | 9 (81)                                   | 12 (137)                                 | 14 (121)                                 | 10 (62)                                  |
| 2002/03 | 1 (729)                                  | 8 (66)                                   | 2 (270)                                  | 1 (257)                                  | 7 (108)                                  |
| 2003/04 | 6 (659)                                  | 3 (104)                                  | 6 (255)                                  | 6 (235)                                  | 21 (53)                                  |
| 2004/05 | 11 (468)                                 | 2 (115)                                  | 16 (138)                                 | 10 (161)                                 | 16 (54)                                  |
| 2005/06 | 3 (694)                                  | 4 (80)                                   | 5 (220)                                  | 4 (209)                                  | 1 (170)                                  |
| 2006/07 | 7 (551)                                  | 3 (109)                                  | 10 (179)                                 | 6 (198)                                  | 20 (65)                                  |
| 2007/08 | 5 (679)                                  | 1 (139)                                  | 8 (205)                                  | 6 (226)                                  | 10 (106)                                 |
| 2008/09 | 8 (685)                                  | 6 (83)                                   | 14 (221)                                 | 3 (244)                                  | 16 (110)                                 |
| 2009/10 | 18 (462)                                 | 16 (76)                                  | 24 (151)                                 | 23 (101)                                 | 10 (134)                                 |

| 1999/00    | Antholz-Anterselva Sprint Antholz-Anterselva Váltó Östersund Üldözőverseny                             | | Hanti-Manszijszk Sprint                                                                                |
| 2000/01    | | Hochfilzen/Antholz-Anterselva Váltó Ruhpolding Váltó Pokljuka Tömegrajtos (VB)                                           | Antholz-Anterselva Sprint Salt Lake City Egyéni Oslo Holmenkollen Üldözőverseny                        |
| 2001/02    | Hochfilzen Váltó Lahti Váltó                                                                           | | |
| 2002/03    | Oslo Holmenkollen Üldözőverseny Hanti-Manszijszk Üldözőverseny (VB)                                    | Pokljuka/Östersund Váltó Breznóbánya Váltó Ruhpolding Váltó Ruhpolding Sprint Ruhpolding Üldözőverseny Lahti Tömegrajtos | Breznóbánya Üldözőverseny Oslo Holmenkollen Sprint Hanti-Manszijszk Váltó (VB)                         |
| 2003/04    | Breznóbánya Egyéni                                                                                     | Hochfilzen Váltó Hochfilzen Üldözőverseny Oberhof Üldözőverseny (VB)                                                     | Breznóbánya Sprint Ruhpolding Sprint Oberhof Sprint (VB) Oberhof Váltó (VB)                            |
| 2004/05    | Oslo Holmenkollen Egyéni                                                                               | Beitostolen Váltó Ruhpolding Váltó                                                                                       | Beitostolen Üldözőverseny Ruhpolding Sprint                                                            |
| 2005/06    | Oberhof Tömegrajtos Antholz-Anterselva Tömegrajtos Oslo Holmenkollen Sprint                            | Ruhpolding Váltó Torino Egyéni (O) Torino Üldözőverseny (O) Torino Váltó (O)                                             | Hochfilzen Váltó                                                                                       |
| 2006/07    | Antholz-Anterselva Váltó (VB) Lahti Sprint Lahti Üldözőverseny                                         | Hochfilzen Váltó Hochfilzen Egyéni Oberhof Váltó Antholz-Anterselva Tömegrajtos (VB)                                     | Östersund Sprint Oberhof Sprint Antholz-Anterselva Egyéni (VB)                                         |
| 2007/08    | Kontiolahti Egyéni Kontiolahti Sprint Hochfilzen Váltó Pokljuka Váltó Östersund Váltó (VB)             | Östersund Egyéni (VB) | Kontiolahti Üldözőverseny Pokljuka Egyéni                                                              |
| 2008/09    | Östersund Üldözőverseny Hochfilzen Üldözőverseny Vancouver Váltó                                       | Phjongcshang Váltó (VB)                                                                                                  | Hochfilzen Váltó                                                                                       |
| 2009/10    | Östersund Váltó                                                                                        | Oberhof Váltó | Vancouver Váltó (O)                                                                                    |
| Összesítés | Egyéni: 3 Sprint: 4 Üldözőverseny: 6 Tömegrajtos: 2 Váltó: 9 Vegyes váltó: 0 ------------ Összesen: 24 | Egyéni: 3 Sprint: 1 Üldözőverseny: 4 Tömegrajtos: 3 Váltó: 14 Vegyes váltó: 0 ------------ Összesen: 25                  | Egyéni: 3 Sprint: 9 Üldözőverseny: 4 Tömegrajtos: 0 Váltó: 5 Vegyes váltó: 0 ------------ Összesen: 21 |

- O - Olimpia és egyben világkupa forduló is.
- VB - Világbajnokság és egyben világkupa forduló is.